# Philip Ellis
Philip Ellis (München, 9 oktober 1992) is een Brits-Duits autocoureur.

## Carrière
In 2011 maakte Ellis zijn debuut in het formuleracing in de Formule Lista Junior voor het team GU-Racing International. Ondanks dat hij het raceweekend op de Red Bull Ring miste, werd hij kampioen met vijf overwinningen en in totaal acht podiumplaatsen met vijf punten voorsprong op de nummer 2, Dennis Wüsthoff.
In 2012 stapte Ellis over naar de Formule 3, waar hij ging rijden in de Formule 3 Euroseries voor GU-Racing. Hij was ook puntengerechtigd in het Europees Formule 3-kampioenschap. In beide kampioenschappen wist hij echter geen punten te halen en met een dertiende plaats op de Red Bull Ring als beste resultaat eindigde hij in de Euroseries als vijftiende en in de Europese Formule 3 als veertiende in het kampioenschap.